# Getty (یونیکس)

getty (کوتاه شده عبارت get teletype) برنامه‌ای در یونیکس است که بر روی یک کامپیوتر میزبان اجرا می‌شود و ترمینال‌های مجازی یا ترمینال‌های فیزیکی را مدیریت می‌کند. وقتی که getty متوجه می‌شود که ترمینالی به سیستم متصل شده، برنامه‌ای به نام login را به اجرا درمی‌آورد که این برنامه نام کاربری و کلمه عبور کاربر را به منظور احراز هویت از او سؤال می‌کند. getty توسط برنامه اینیت فراخوانی می‌شود. به ازای هر ترمینال متصل به سیستم یک فرایند getty به اجرا درمی‌آید. در بعضی از سیستم‌عاملها مانند سولاریس، برنامه دیگری به نام ttymon جایگزین getty شده است.